# Neftçala FK
Neftçala FK (ázerbájdžánsky: Neftçala Futbol Klubu) byl ázerbájdžánský fotbalový klub sídlící ve městě Neftçala. Klub byl založen v roce 2004 jako Anşad Petrol firmou stejného názvu. V roce 2011 firma Anşad Petrol zkrachovala. Klub poté odkoupila firma SOCAR Petroleum, která ho přejmenovala na Neftçala FK. Zanikl v roce 2016.
Své domácí zápasy odehrával na stadionu Nariman Narimanov stadionu s kapacitou 2 000 diváků.

## Historické názvy
Zdroj: 
- 2004 – Anşad Petrol FK (Anşad Petrol Futbol Klubu)
- 2011 – Neftçala FK (Neftçala Futbol Klubu)

## Umístění v jednotlivých sezonách
Zdroj: 
Legenda: Z - zápasy, V - výhry, R - remízy, P - porážky, VG - vstřelené góly, OG - obdržené góly, +/- - rozdíl skóre, B - body, červené podbarvení - sestup, zelené podbarvení - postup, fialové podbarvení - reorganizace, změna skupiny či soutěže
| Ázerbájdžán (2004 – 2016) |                           |        |    |    |   |    |    |    |     |    |        |
| Sezóny                    | Liga                      | Úroveň | Z  | V  | R | P  | VG | OG | +/- | B  | Pozice |
| 2004/05                   | Birinci Divizionu         | 2      | 14 | 5  | 5 | 4  | 22 | 19 | +3  | 20 | 5.     |
| 2005/06                   | Birinci Divizionu         | 2      | 30 | 20 | 2 | 8  | 56 | 30 | +26 | 62 | 4.     |
| 2006/07                   | Birinci Divizionu – sk. B | 2      | 20 | 14 | 3 | 3  | 43 | 17 | +26 | 45 | 3.     |
| 2007/08                   | Birinci Divizionu – sk. A | 2      | 16 | 6  | 7 | 3  | 33 | 22 | +11 | 25 | 3.     |
| 2008/09                   | Birinci Divizionu         | 2      | 28 | 15 | 6 | 7  | 50 | 31 | +19 | 51 | 3.     |
| 2009/10                   | Birinci Divizionu         | 2      | 22 | 5  | 2 | 15 | 25 | 61 | -36 | 17 | 9.     |
| 2010/11                   | Birinci Divizionu         | 2      | 26 | 5  | 6 | 15 | 28 | 48 | -20 | 21 | 10.    |
| 2011/12                   | Birinci Divizionu         | 2      | 26 | 16 | 7 | 3  | 42 | 16 | +26 | 55 | 3.     |
| 2012/13                   | Birinci Divizionu         | 2      | 24 | 17 | 3 | 4  | 51 | 18 | +33 | 54 | 3.     |
| 2013/14                   | Birinci Divizionu         | 2      | 30 | 21 | 5 | 4  | 80 | 22 | +58 | 68 | 2.     |
| 2014/15                   | Birinci Divizionu         | 2      | 30 | 25 | 3 | 2  | 83 | 19 | +64 | 78 | 1.     |
| 2015/16                   | Birinci Divizionu         | 2      | 26 | 20 | 2 | 4  | 74 | 20 | +54 | 62 | 1.     |